# Simonhöhe

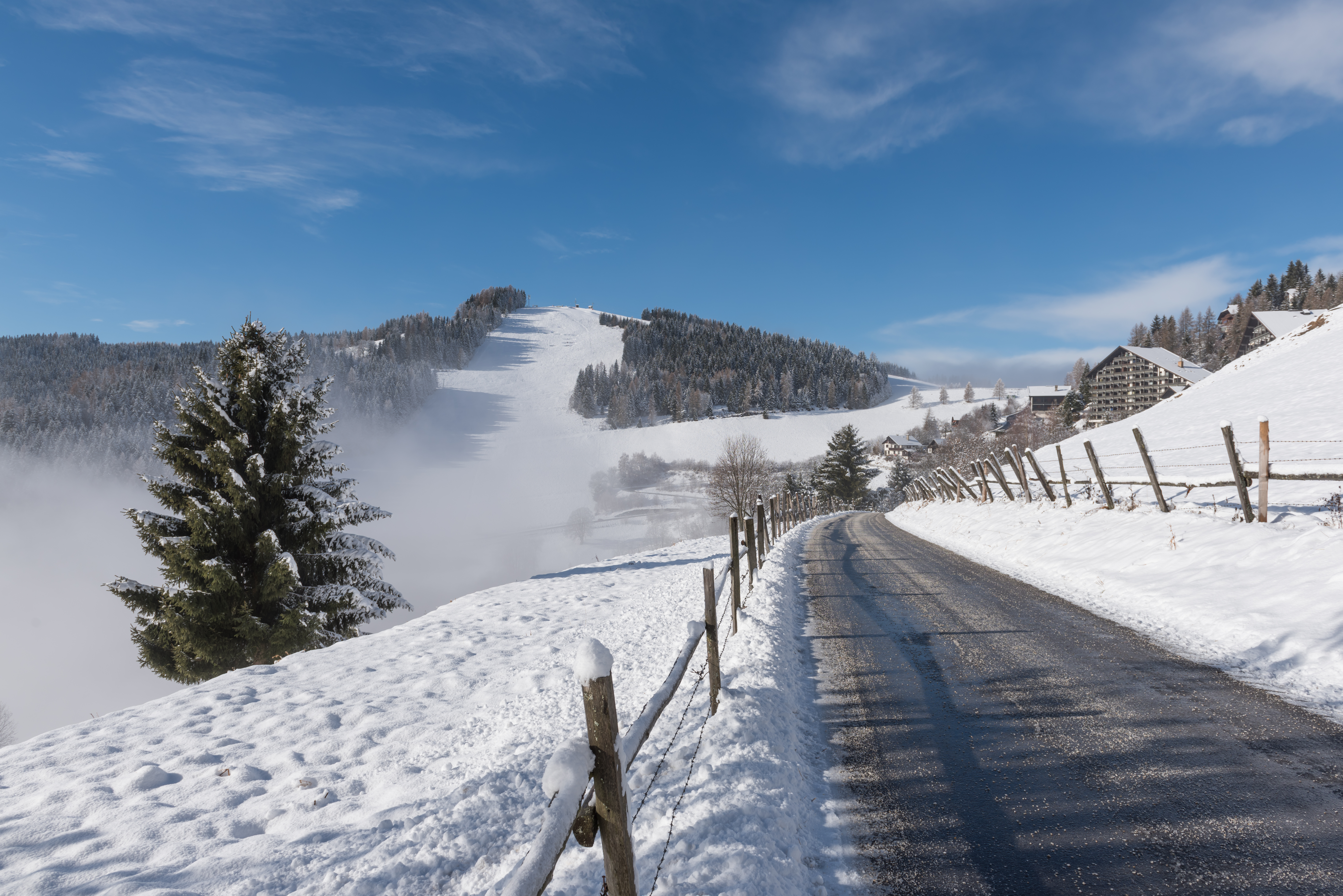

Simonhöhe est une petite station de ski, située au niveau d'un col près de Sankt Urban dans le centre du Land de Carinthie en Autriche.
Le domaine skiable, développé sur les deux monts de même hauteur Paulsberg et Hocheck, est très fréquenté par une clientèle principalement locale - Feldkirchen in Kärnten n'est située qu'à quelques km et est reliée par un skibus gratuit. Le domaine est constitué principalement de pistes pour débutants, dans l'ensemble très courtes et offrant une dénivelé très faible, situées de part et d'autre de la route. La piste Märchenwaldabfahrt est décorée de figures de contes pour enfants qui délimitent ses abords. La seule piste proposant réellement une difficulté autre que de niveau "bleu" - malgré les indications du plan officiel, de fait trompeur - est la Steilhangpiste. 1 snowpark relativement bien équipé a été modelé aux abords immédiats de la station.
La station a construit un télésiège 4 places débrayable moderne sur le secteur Hockeck, qui permettait d'obtenir un domaine un peu plus vaste, plus varié, et descendant jusque 990 m d'altitude. Toutefois la station a été acculée à une quasi-faillite pendant l'été 2010, ce qui explique que le télésiège - bien que toujours en place - ne soit pas en fonctionnement pendant la saison hivernale 2010/2011. Le reste des remontées mécaniques est constitué de téléskis de conception déjà ancienne.
Du fait de la faible altitude du domaine, et malgré l'investissement dans un efficace réseau de canons à neige couvrant l'intégralité du domaine, la saison de ski se finit en général déjà mi-mars.